# Pisonia donnell-smithii
Pisonia donnell-smithii là một loài thực vật thuộc họ Nyctaginaceae. Loài này có ở El Salvador và Guatemala. Chúng hiện đang bị đe dọa vì mất môi trường sống.